# Rivière Thames (Connecticut)
La Thames forme la section maritime et, pour ainsi dire, l'estuaire du Shetucket, fleuve de l'état du Connecticut. Elle s'écoule vers le sud sur 24 km irriguant l'est du Connecticut depuis la confluence avec le Yantic et le Shetucket (en) à Norwich (Connecticut), jusqu'à New London et Groton (Connecticut), agglomération qui marque la transition avec le détroit de Long Island. Le bassin hydrographique de la Thames comporte plusieurs casiers ainsi que la vallée de la Quinebaug, rivière de 110 km qui prend sa source dans le sud du Massachusetts et se déverse dans le Shetucket à 7 km environ au nord-est de Norwich,.

## Histoire

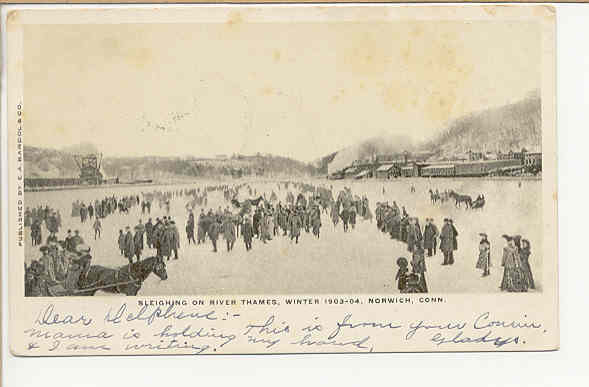
La rivière prise par les glaces (hiver 1903–1904).

La rivière des indiens Pequot a revêtu tout au long du XVIIe siècle un caractère stratégique pour le ravitaillement de la colonie du Connecticut, et plusieurs ports fluviaux s'y sont établis. Lorsqu'en 1658 le plus important d'entre eux prit le nom de New London, à cause de l'estuaire, la rivière a repris le nom de la Tamise à Londres.
Aujourd'hui, la vallée de la Thames comprend l'Ecole des Garde-côtes, Connecticut College, une base de sous-marins, et les chantiers navals d'Electric Boat. C'est de cet arsenal que le 21 janvier 1954, l’USS Nautilus , le premier sous-marin à propulsion nucléaire, a été mis à la mer.
Deux forts historiques surplombent le port de New London, qui sont devenus parcs d'État du Connecticut: Fort Griswold sur les coteaux est de Groton Heights, et Fort Trumbull à New London.

### Événements
Chaque année, la régate universitaire opposant l'équipe de l'université Harvard à celle de l'université Yale se déroule à New London. Le festival de voiliers, OpSail, regroupe de nombreux vaisseaux dont le navire-école des Garde-Côtes, le USCGC Eagle.

## Franchissements
| Ville              | Nom                       | Ouvrage      |
| ------------------ | ------------------------- | ------------ |
| Montville/ Preston | Mohegan-Pequot Bridge     | Route 2A     |
| New London/ Groton | Gold Star Memorial Bridge | I-95 et US 1 |
| New London/ Groton | Thames River Bridge       | Amtrak       |